# Jacob Anchemant
Jacob Anchemant (Brugge, 1587 - 1661) was burgemeester van de schepenen van Brugge.

## Levensloop
De Anchemants behoorden tot een familie die vanaf de vijftiende eeuw voorkwam als bestuurder in het ambacht van de Vrije Viskopers. De eerste die hierin werd vermeld was de Bourgondiër, meester Pierre Anchemant (Cuiseaux, 1460 - Bourg-en-Bresse, 1506), raadsheer van Maximiliaan van Oostenrijk, die in 1490 in Brugge trouwde met Maria van der Steene, vrouwe van Marke, Blommegem, Jacobvischbrugge en Noordvelde. Zijn vader, Jan Anchemant, was raadsheer van Karel de Stoute. 
Hij werd in 1493 lid van het viskopersambacht, samen met twaalf andere poorters. Dit gebeurde naar aanleiding van een uitbreiding van het aantal leden van dit ambacht, met de goedkeuring van hertog Filips de Schone. Men moet zich niet voorstellen dat het om werkelijke visverkopers ging, maar om leden die gezamenlijk het ambacht en zijn kunstwerken in eigendom hadden en die individueel een of meerdere visstallen in eigendom hadden en die verhuurden aan de echte uitbaters. Hun lidmaatschap van het ambacht was erfelijk. Onder de vijftig Anchemants die lid werden van het ambacht van vis(ver)kopers, bevond zich Jacob, die werd ingeschreven in 1622.
Jacob was een van de negen kinderen van Cornelius Anchemant (ca. 1535-1614) en van Marie Dominicle. Cornelius, die schepen en burgemeester werd van het Brugse Vrije, was een zoon van Nicolaes Anchemant en van Elisabeth Spronck. Jacob was een broer van Hendrik Anchemant (1530-1586) die op zijn beurt een zoon had, Hendrik Anchemant (1560-1643), die burgemeester van Brugge werd.

## Stadsbestuurder
Gedurende bijna veertig jaar bekleedde Jacob verschillende functies in het Brugse stadsbestuur. Hij oefende die uit in afwisseling met zijn neef, de zoon van zijn oom Hendrik, genaamd Hendrik Anchemant (1560-1643). Zo was hij:
- 1622-1623: raadslid
- 1625-1626: schepen
- 1626-1627: schepen
- 1627-1628: raadslid
- 1628-1629: schepen
- 1629-1630: raadslid
- 1630-1631: schepen
- 1631-1632: eerste schepen
- 1636-1637: schepen
- 1637-1638: raadslid
- 1639-1640: schepen
- 1643-1644: burgemeester van de schepenen
- 1644-1646: eerste schepen
- 1646-1647: burgemeester van de schepenen
- 1654-1655: schepen
- 1655-1656: schepen
- 1658-1660: schepen